# マシン・ガン
マシン・ガン（Machine Gun）は、1986年にニューヨークで結成された即興バンドである。そのメンバーは、ロバート・ムッソ（ギター）、トーマス・チェイピン（リード楽器、フルート）、ジョン・ルナ・リッチー（ボーカル、カットアップ、テープ、テレビ）、ビル・ブライアント（ドラム）、ジェア＝ローム・パーカー・ウェルズ（ベース）。カール・ベルガーはファースト・アルバムでメロディカを演奏した。ギタリストのソニー・シャーロックはバンドと頻繁に共演し、最初の2枚のアルバムに参加している。バンド名は、ペーター・ブロッツマンの1968年のアルバム『マシンガン』に由来している。

## メンバー
- トーマス・チェイピン (Thomas Chapin) – フルート、サクソフォーン
- カール・ベルガー (Karl Berger) – ボーカル、メロディカ
- ソニー・シャーロック (Sonny Sharrock) – ギター
- ロバート・ムッソ (Robert Musso) – ギター、テープ
- ジェア＝ローム・パーカー・ウェルズ (Jair-Rohm Parker Wells) – ベース
- ビル・ブライアント (Billy Bryant) – ドラム
- ジョン・ルナ・リッチー (John Lunar Richey) – ボーカル、テープ

## ディスコグラフィ

### アルバム
- 『マシン・ガン』 - Machine Gun (1988年、MU Records)
- 『オープン・ファイヤー』 - Open Fire (1989年、Mu New York Records)
- Pass The Ammo (1991年、MuWorks)
- WFMU (2000年、MuWorks)
- Live At CBGB's Vol 1 06/02/87 (2007年、Musso Music)
- Live At The Gas Station 12/03/88 (2007年、Musso Music)